# Sentang
Sentang (Azadirachta excelsa) ist eine Baumart aus der Gattung Azadirachta innerhalb der Familie der Mahagonigewächse (Meliaceae).

## Beschreibung
Azadirachta excelsa wächst als Baum, der Wuchshöhen von bis zu 50 Meter und Stammdurchmesser von bis zu 120 Zentimeter erreicht. Der Stamm ist gerade, selten mit kleinen Brettwurzeln. Die Borke ist zunächst glatt, sie ist rosa-grau bis rosa-braun gefärbt, an alten Bäumen wird sie längsrissig bis schuppend, wobei sich die Rindenschuppen von beiden Seiten her einrollen. Das Kernholz ist rötlich, das Splintholz weiß gefärbt. Die Krone ist rundlich, unregelmäßig und wenig dicht, die Hauptäste aufsteigend. Junge Zweige sind flaumig behaart, aber bald verkahlend. Der Baum ist laubwerfend, die Blätter werden für etwa drei Monate des Jahres abgeworfen.
Die Laubblätter erreichen etwa 20 bis 60, ausnahmsweise bis 90 Zentimeter Länge. Sie stehen büschelig gehäuft an den Zweigenden. Die Blätter sind unpaarig (selten paarig) gefiedert, mit 5 bis 8 Zentimeter langem, an der Basis angeschwollenem Blattstiel. Sie sind zusammengesetzt aus 7 bis 11 Paaren von Blättchen. Die eiförmigen Blättchen, mit manchmal ungleicher Spreite, sind etwa 2 Millimeter lang gestielt, ihr Apex ist meist spitzt bis zugespitzt, sie erreichen maximal (in der Blattmitte) etwa 12,5 Zentimeter Länge und 3,5 Zentimeter Breite. Der Blattrand ist ganzrandig (Unterschied zum Niembaum). Die Blätter sind beim Austrieb rosa gefärbt, vor dem Laubfall färben sie sich gelb.
Die kleinen, grünlich-weißen Blüten stehen in 20 bis 45, maximal bis zu 70 Zentimeter langen, aufrechten, drei- oder vierfach verzweigt rispigen Blütenständen. Die Einzelblüten sind 1 bis 3 Millimeter lang gestielt. Der etwa einen Millimeter breite Kelch ist flaumig behaart und blassgrün, die Kelchzipfel rund bis schwach zugespitzt. Die fünf Kronblätter sind länglich-spatelförmig mit abgerundeter Spitze, an der Basis sind sie stielartig verschmälert und erreichen 5 bis 6,5 Millimeter Länge bei 1,5 bis 2,2 Millimeter Breite. Sie sind auf der Außenseite behaart. Die weiße bis grünliche Staubblattröhre erreicht etwa 2 Millimeter Durchmesser, sie hat zehn Rippen und ist am Rand gezähnt, gewellt, die 8 bis 10 Staubbeutel sitzen innen und oben. Die Frucht ist eine meist einsamige, elliptische Steinfrucht von 2,4 bis 3,2 Zentimeter Länge, sie ist reif gelb gefärbt. Ihre Hülle ist ledrig, das etwas milchsaftführende Fruchtfleisch ist essbar. Die Samen riechen bei Beschädigung nach Knoblauch.

## Ökologie
Die Art wächst im tropischen Regenwald und Monsunwald. Sie kommt im Primärwald, häufiger aber in älteren Sekundärwäldern, in einer Meereshöhe bis maximal 350 Meter, vor. Sie bevorzugt gut nährstoffversorgte, nicht staunasse Lehmböden bis sandige Lehmböden, bei pH-Werten von 5,0 bis 6,5. Gute Wuchsleistung erreicht sie bei einem Jahresniederschlag von über 2000 Millimeter und einer Jahrestemperatur von 22 bis 27 °C. Die Länge der jährlichen Trockenzeit darf etwa drei Monate nicht überschreiten. Sie ist kälteempfindlich und nicht frosttolerant.
Die Früchte sind etwa zwölf Wochen nach der Befruchtung reif. Die Früchte werden von Vögeln und Fledermäusen gefressen.

## Verbreitung
Das natürliche Verbreitungsgebiet von Azadirachta excelsa umfasst Vietnam, Indonesien, Malaysia, Brunei, die Philippinen und Westneuguinea.

## Wirtschaftliche Bedeutung
Sentang ist ein wertvoller Forstbaum, dessen rotbraunes bis braunes Kernholz vor allem für die Herstellung von Furnier begehrt ist. Die Art wird in primären Beständen genutzt, aber auch recht ausgedehnt als Forstbaum angepflanzt. Dabei beschränkt sich der Anbau vor allem auf das natürliche Verbreitungsgebiet, kleinere Anbauflächen existieren aber in geeigneten Klimaten fast weltweit. Die Art wird vor allem lokal gehandelt, auch als Bauholz, es gibt Ausfuhren in geringem Umfang nach Japan. Sie wird vor allem für den Innenausbau verwendet, da das Holz zwar gut zu bearbeiten, aber nicht sehr witterungsbeständig ist.
Das Holz erreicht eine Dichte von 550 bis 780 Kilogramm pro Kubikmeter (bei 15 Prozent Feuchte). Jahresringe sind nicht erkennbar. Es ist mäßig dauerhaft, das Splintholz anfällig gegenüber Termiten, Käfern und holzzerstörenden Pilzen.
Die Samen von Sentang enthalten wie diejenigen des nahe verwandten Niembaums Azadirachtin. Es wird aber nur wenig Extrakt aus dieser Art gewonnen. Die jungen Triebe werden als Gemüse verwendet.
Die IUCN schätzt die Art als ungefährdet (least concern) ein.

## Taxonomie und Systematik
Die Art wurde, als Melia excelsa, von der Insel Penang (Malaysia) durch den schottischen Botaniker William Jack erstbeschrieben. Ein Synonym ist Azadirachta integrifolia Merrill. Es ist, neben dem Niembaum Azadirachta indica, die einzige Art der Gattung Azadirachta, beschrieben von De Jussieu 1830. Die Gattung ist nahe verwandt zur Gattung Melia, von der sie sich u. a. an den nur einfach gefiederten Blättern unterscheidet.